# Anna Rebeca Mezquita Almer
Anna Rebeca Mezquita Almer (Onda, 26 d'octubre de 1890 - San Cristóbal de la Laguna, Tenerife, 6 d'octubre de 1970) va ser una poetessa valenciana.
Filla de pare farmacèutic, tot i nàixer a Onda, se'n va anar a viure ben jove a Nules, lloc on va conèixer el qui seria el seu futur marit, Manuel Valentín, advocat, de família republicana i valencianista. Després de casada, va fixar la seua residència inicialment a València i després a San Cristóbal de la Laguna, Tenerife, per motius laborals del seu marit. La seua producció poètica es va iniciar en la maduresa, una vegada instal·lada a les Illes Canàries, i arran de les lectures dels poetes de la Renaixença valenciana, sobretot de Jacint Verdaguer. L'any 1952 va ser guardonada als Jocs Florals de València, celebrats a Lo Rat Penat, però quan Carles Salvador i Enric Soler i Godes es van adonar que el «guanyador» era una dona, li van retirar el guardó. Per mitjà del seu germà va conèixer Bernat Artola, que influí perquè es publicara el seu primer llibre: Vidres (1953).
L'any 1954, Joan Fuster, en una carta escrita a Gaietà Huguet i Segarra, es mostra sorprès: «M'han dit que a Castelló ha aparegut una nova poeta: Anna Rebeca Mesquida o Mesquita. Fa goig aquesta revifalla de les nostres lletres. Si poguéssem consolidar-la!».
La seua poesia presenta dos vessants: per una banda l'estil jocfloralesc amb especial predilecció pels temes de la natura i el paisatge, i d'altra banda l'atenció a la temàtica intimista.